# Dziennik Doniesień Rządowych i Prywatnych Departamentu Bydgoskiego
Dziennik Doniesień Rządowych i Prywatnych Departamentu Bydgoskiego – dziennik urzędowy departamentu bydgoskiego Księstwa Warszawskiego w latach 1808–1815; pierwsza polska gazeta wydawana w Bydgoszczy. 

## Historia
Czasopismo założył wiosną 1808 r. prefekt departamentu bydgoskiego Antoni Gliszczyński. Inspirację dla pisma stanowiły kryptorządowe „Dzienne Doniesienia” (Warszawskie), wydawane w latach 1807–1808 oraz „Dziennik Departamentowy Kaliski” (1808-1816). 
Pierwszy numer periodyku pod nazwą „Dziennik Doniesień Rządowych i Prywatnych Departamentu Bydgoskiego” ukazał się 1 lipca 1808 r. Było to pierwsze polskie czasopismo wydawane w Bydgoszczy. W tej formie wychodziło do końca 1809 r. Od początku 1810 r., w miejsce tego pisma oraz „Gazety Toruńskiej” zaczęto drukować dwujęzyczną „Gazetę Bydgoską” (niem. Bromberger Zeitung). W kwietniu 1811 r. wznowiono wydawanie pisma pod nazwą „Dziennik Tygodniowy Departamentu Bydgoskiego”, który zdołał utrzymać się (poza przerwą w 1813 r.) do 1815 r. Ze względu na to, że wydawcą pisma była cały czas ta sama instytucja (prefektura bydgoska) oraz niezmienność charakteru tygodnika, można go uznać za jedną jednostkę statystyczną.
Drukowany w ciągu 6 lat bydgoski dziennik należał (obok kaliskiego) do najdłużej ukazujących się polskich czasopism urzędowych wydawanych w latach 1808–1815 we wszystkich departamentach Księstwa Warszawskiego poza poznańskim. Ukazywał się, podobnie jak inne dzienniki departamentowe, raz w tygodniu. Był drukowany w języku polskim, lecz część ważniejszych aktów umieszczano także w tłumaczeniu niemieckim.
Redaktorem nowo założonego czasopisma, powołanym przez prefekta, został radca ks. Jan Ignacy Bocheński, który wcześniej pełnił obowiązki w prefekturze bydgoskiej w zakresie spraw wewnętrznych i wyznaniowych. Po wznowieniu pisma redaktorem został sekretarz generalny prefektury bydgoskiej Ignacy Zawadzki.
Tygodnik przestał wychodzić w 1815 r. ze względu na zmianę sytuacji politycznej. Departament bydgoski stanowił bowiem część Księstwa Warszawskiego, która na mocy postanowień kongresu wiedeńskiego została zajęta przez Prusy. Bydgoszcz ustanowiono stolicą regencji w Wielkim Księstwie Poznańskim. "Dziennik Tygodniowy Departamentu Bydgoskiego" zastąpiła wówczas – drukowana w zakładzie Andreasa Friedricha Gruenauera – dwujęzyczna (do 1848 r. w języku polskim i niemieckim, później tylko w jęz. niemieckim) tygodniówka Królewsko-Pruskiej Rejencji w Bydgoszczy (niem. Amtsblatt der Königlich-Preussischen Regierung zu Bromberg).

### Dziennik Doniesień Rządowych i Prywatnych Departamentu Bydgoskiego (1808-1809)
Zadaniem pisma było dostarczanie aktów urzędowych Księstwa Warszawskiego, zarządzeń prefekta, wiadomości politycznych ze świata oraz ogłoszeń prywatnych. Na łamach pisma zamieszczali swoje artykuły m.in. Antoni Gliszczyński oraz redaktor ks. Jan Ignacy Bocheński. 
W początkowym okresie wydawania pisma, większość miejsca zajmowały rozważania dotyczące departamentu bydgoskiego oraz komentarz do konstytucji Księstwa Warszawskiego pióra redaktora Bocheńskiego. W 1808 r. w dzienniku znajdował się dział pod nazwą „zdarzenia tygodniowe w Bydgoszczy”. Zamieszczano też informacje o pobycie w mieście znacznych osobistości i urzędników oraz relacje o uroczystościach publicznych, które odbywały się w Bydgoszczy i innych miastach departamentu. Od 1809 r. na początku numeru umieszczano akty panującego, uchwały sejmowe oraz akty organów centralnych. Ogłaszano również rozkazy sztabu generalnego, listy okólne ministra wojny oraz „doniesienia wojenne”.

### Gazeta Bydgoska (1810-1811)
Druk „Gazety Bydgoskiej" rozpoczęto 4 stycznia 1810 r. Nie można ustalić nazwiska redaktora pisma. Gazeta była pismem dwujęzycznym. Każda strona arkusza podzielona była na pół i zawierała informację w języku polskim i niemieckim. Wyjątkowo niektóre teksty podawano dodatkowo w języku francuskim.
W Gazecie istniały działy: zagraniczny, krajowy i informacyjno-ogłoszeniowy. Każdy niemal numer zawierał zapis aktualnych wydarzeń politycznych, dla którego głównym źródłem informacji były dzienniki francuskie i niemieckie. W ramach działu krajowego drukowano „wiadomości z Warszawy i Bydgoszczy”. Gazeta miała bardzo rozbudowany dział ogłoszeń, w których dominowały ogłoszenia sądowe, jak również związane ze sprawami kupna i sprzedaży ziemi, aukcji i licytacji. Pod względem treści przypominała ona bardziej gazetę ogólnoinformacyjną niż typowe czasopismo urzędowe. 

### Dziennik Tygodniowy Departamentu Bydgoskiego (1811-1815)
Przyczyną zaniechania wydawania „Dziennika Doniesień Rządowych i Prywatnych Departamentu Bydgoskiego”, jak i „Gazety Bydgoskiej” były przede wszystkim trudności finansowe. Po kilkumiesięcznej przerwie trwającej od lipca 1810 r. do marca 1811 r., udało się prefektowi Gliszczyńskiemu wznowić druk bydgoskiego dziennika departamentowego. Bez zmian pozostał układ numeru i jego zawartość. Wyraźnie natomiast wzrosła liczba ogłoszeń o zbiegach i dezerterach z jednostek wojskowych. W 1812 r. pojawiło się znacznie więcej materiałów związanych z przygotowaniem do nowej kampanii wojennej (m.in. odezwy księcia Poniatowskiego i Napoleona do wojska). W okresie przejściowym po klęsce Napoleona w Rosji (1813–1815) w gazecie drukowano „ukazy” władz carskich i inne zarządzenia wydawane przez organy rosyjskie, którym zostały podporządkowane władze Księstwa Warszawskiego, jak również akty prefekta i innych organów administracyjnych. 

## Druk
Gazetę drukowano w zakładzie Andreasa Friedricha Gruenauera, który we wrześniu 1806 r. przeprowadził się z Torunia do Bydgoszczy. W 1814 r. Andreas Grunauer wybudował nową drukarnię przy ul. Jagiellońskiej, na terenie wykupionym od konwentu sióstr klarysek, a w maju 1815 r. przeniósł swoją drukarnię do nowo wybudowanych obiektów. W tym samym roku został również II burmistrzem Bydgoszczy i urząd ten pełnił do swej śmierci w 1829 r.

## Objętość
Objętość pojedynczego numeru pisma (w formacie ósemki) była dość zróżnicowana i wynosiła od 4 do 24 stron (przeważały numery obejmujące 8 stron). W latach wydawania drugiej serii pisma, a więc od 1811 r. często dołączano do numeru dodatki, liczące 2, 4 lub 8 stron. Tak jak większość ówczesnych periodyków, dziennik był drukowany na grubym papierze w kolorze szaropopielatym.

## Cena
Cena tygodnika departamentowego była stosunkowo niska. W pierwszym okresie (1808–1809) wynosiła 16 złotych polskich rocznie, w następne (1811–1815) - 14 złotych polskich. Duchowni płacili tylko połowę tej sumy. W porównaniu z cenami pism urzędowych, prenumerata czasopism ogólnoinformacyjnych była wiele droższa, np. gazeta w Warszawie kosztowała 60 złotych polskich rocznie, w Poznaniu - 72 złote polskie, w Krakowie - 84 złote polskie. „Gazeta Bydgoska” kosztowała rocznie 36 złotych polskich.
Sprzedaż pisma zapewniała prenumerata, jaką wprowadził Antoni Gliszczyński w odniesieniu do określonych kategorii urzędników. Po 1810 r. zarządzenie to zostało uchylone, co doprowadziło do kłopotów finansowych tygodnika.